# Aamir Khan
Aamir Khan (Bombay, India, 14 de marzo de 1965) es un actor, cineasta y personalidad televisiva indio que trabaja en películas hindi. Conocido como "Mr. Perfectionist" en los medios, es conocido por su trabajo en diversos géneros cinematográficos, especialmente en películas que abordan cuestiones sociales como la educación y la igualdad de género, o que tienen un impacto positivo en la sociedad, tanto en la India como en el extranjero. A lo largo de sus más de 30 años de carrera, Khan se ha consolidado como uno de los actores más destacados del cine indio.  Khan ha recibido numerosos premios, entre ellos nueve Premios Filmfare, cuatro Premios Nacionales de Cine y un Premio AACTA. Fue honrado por el Gobierno de la India con el Padma Shri en 2003 y el Padma Bhushan en 2010, y recibió un título honorario del Gobierno de China en 2017.
Aamir Khan apareció por primera vez en la pantalla como actor infantil en la película Yaadon Ki Baaraat (1973), dirigida por su tío Nasir Hussain. De adulto, su primer papel en un largometraje fue en Holi (1984). Comenzó su carrera actoral a tiempo completo con un papel principal en Qayamat Se Qayamat Tak (1988). Su actuación en Raakh (1989) le valió una Mención Especial al Premio Nacional de Cine. Se consolidó como actor principal en la década de 1990 al participar en varias películas de éxito comercial, como Dil (1990), Rangeela (1995), Raja Hindustani (1996), por la que ganó su primer Premio Filmfare al Mejor Actor, y Sarfarosh (1999).
En 1999 fundó Aamir Khan Productions, cuya primera película, Lagaan (2001), fue nominada al Oscar a la mejor película de habla no inglesa, y le valió un Premio Nacional de Cine a la mejor película popular y otros dos premios Filmfare (mejor actor y Mejor película). Su actuación en Dil Chahta Hai] (2001) también recibió elogios. Tras un paréntesis de cuatro años, Khan volvió a aparecer en papeles protagonistas, sobre todo en Fanaa (2006) y Rang De Basanti (2006). Debutó como director con Taare Zameen Par (2007), que le valió el Premio Filmfare a la Mejor Película y el Mejor Director. Los mayores éxitos comerciales de Khan llegaron con Ghajini (2008), 3 Idiots (2009), Dhoom 3 (2013), PK (2014), y Dangal (2016), habiendo ostentado cada una de ellas el récord de ser la película india más taquillera. Khan ganó su tercer premio a Mejor Actor en Filmfare por Dangal.
Tiene un gran número de seguidores, especialmente en India y China, y Newsweek lo ha descrito como "la mayor estrella de cine del mundo". Ha sido incluido regularmente entre los 500 musulmanes más influyentes del mundo. También creó y presentó el programa de entrevistas televisivo Satyamev Jayate. Su labor como reformador social le valió una aparición en la lista Time 100 de las personas más influyentes del mundo en 2013.
En el año 2001 fundó una productora, Aamir Khan Productions, con su segunda esposa Kiran Rao. En 2010 recibió el Premio Padma Bhushan del Gobierno de la India.

## Filmografía

### Actor
| Año  | Título                    | Papel                                                   | Notas                                                                                     |
| ---- | ------------------------- | ------------------------------------------------------- | ----------------------------------------------------------------------------------------- |
| 1973 | Yaadon Ki Baaraat         | Young Ratan                                             |                                                                                           |
| 1974 | Madhosh                   | Child artist                                            |                                                                                           |
| 1984 | Holi                      | Madan Sharma                                            |                                                                                           |
| 1988 | Qayamat Se Qayamat Tak    | Raj                                                     | Ganador, Filmfare Best Male Debut Award Nominado, Filmfare Best Actor Award               |
| 1989 | Raakh                     | Aamir Hussein                                           | Nominado Filmfare Best Actor Award                                                        |
| 1989 | Love Love Love            | Amit                                                    |                                                                                           |
| 1990 | Awwal Number              | Sunny                                                   |                                                                                           |
| 1990 | Tum Mere Ho               | Shiva                                                   |                                                                                           |
| 1990 | Dil                       | Raja                                                    | Nominado, Filmfare Best Actor Award                                                       |
| 1990 | Deewana Mujh Sa Nahin     | Ajay Sharma                                             |                                                                                           |
| 1990 | Jawani Zindabad           | Shashi                                                  |                                                                                           |
| 1991 | Afsana Pyaar Ka           | Raj                                                     |                                                                                           |
| 1991 | Dil Hai Ki Manta Nahin    | Raghu Jetley                                            | Nominado, Filmfare Best Actor Award                                                       |
| 1991 | Isi Ka Naam Zindagi       | Chotu                                                   |                                                                                           |
| 1991 | Daulat Ki Jung            | Rajesh Chaudhry                                         |                                                                                           |
| 1992 | Jo Jeeta Wohi Sikandar    | Sanjaylal Sharma                                        | Nominado, Filmfare Best Actor Award                                                       |
| 1993 | Parampara                 | Ranbir Prithvi Singh                                    |                                                                                           |
| 1993 | Hum Hain Rahi Pyar Ke     | Rahul Malhotra                                          | Nominado Filmfare Best Actor Award                                                        |
| 1994 | Andaz Apna Apna           | Amar Manohar                                            | Nominado, Filmfare Best Actor Award                                                       |
| 1995 | Baazi                     | Inspector Amar Damjee                                   |                                                                                           |
| 1995 | Aatank Hi Aatank          | Rohan                                                   |                                                                                           |
| 1995 | Rangeela                  | Munna                                                   | Nominado Filmfare Best Actor Award                                                        |
| 1995 | Akele Hum Akele Tum       | Rohit                                                   |                                                                                           |
| 1996 | Raja Hindustani           | Raja Hindustani                                         | Ganador, Filmfare Best Actor Award                                                        |
| 1997 | Ishq                      | Raja                                                    |                                                                                           |
| 1998 | Ghulam                    | Siddharth Marathe                                       | Nominado, Filmfare Best Actor Award Nominated, Filmfare Best Male Playback Award          |
| 1999 | Sarfarosh                 | Ajay Singh Rathod                                       | Nominado, Filmfare Best Actor Award                                                       |
| 1999 | Mann                      | Dev Karan Singh                                         |                                                                                           |
| 1999 | Earth (1947).             | Dil Navaz                                               |                                                                                           |
| 2000 | Mela                      | Kishan Pyare                                            |                                                                                           |
| 2001 | Lagaan                    | Bhuvan                                                  | Ganador, Filmfare Best Actor Award                                                        |
| 2001 | Dil Chahta Hai            | Akash Malhotra                                          | Nominado, Filmfare Best Actor Award                                                       |
| 2005 | Mangal Pandey: The Rising | Mangal Pandey                                           | Nominado, Filmfare Best Actor Award                                                       |
| 2006 | Rang De Basanti           | Daljit Singh 'DJ'                                       | Ganador, Filmfare Critics Award for Best Performance Nominated, Filmfare Best Actor Award |
| 2006 | Fanaa                     | Rehan Quadri                                            |                                                                                           |
| 2007 | Taare Zameen Par          | Ram Shankar Nikumbh                                     | Nominado, Filmfare Best Supporting Actor Award                                            |
| 2008 | Ghajini                   | Sanjay Singhania                                        | Nominado, Filmfare Best Actor Award                                                       |
| 2009 | Luck by Chance            |                                                         | Actuación especial                                                                        |
| 2009 | 3 Idiots                  | Ranchoddas Shamaldas Chanchad (Rancho)/ Phunsukh Wangdu | Nominado, Filmfare Best Actor Award                                                       |
| 2011 | Dhobi Ghat                | Arun                                                    |                                                                                           |
| 2011 |                           |                                                         |                                                                                           |
| 2012 | Talaash                   | Surjan Singh Shekhawat                                  |                                                                                           |
| 2013 | Dhoom 3                   | Sahir Khan/Samar Khan[                                  |                                                                                           |
| 2014 | PK                        | PK                                                      | Nominado—Filmfare Award for Best Actor                                                    |
| 2016 | Dangal                    | Mahavir Singh Phogat                                    |                                                                                           |
| 2017 | Secret SuperStar          | Shakti Kumar                                            |                                                                                           |
| 2018 | Thugs of Hindostan        | Firangi Mallah                                          |                                                                                           |
| 2022 | Laal Singh Chaddha        | Laal Singh Chaddha                                      |                                                                                           |

### Playback
| Año  | Título                    | Canción                   |
| ---- | ------------------------- | ------------------------- |
| 1998 | Ghulam                    | Aati Kya Khandala         |
| 2000 | Mela                      | Dekho 2000 Zamana Aa Gaya |
| 2005 | Mangal Pandey: The Rising | Holi Re                   |
| 2006 | Rang De Basanti           | Lalkaar                   |
| 2006 | Fanaa                     | Chanda Chamke             |
| 2007 | Taare Zameen Par          | Bum Bum Bole              |

### Productor
| Año  | Título                  | Director           | Notas |
| ---- | ----------------------- | ------------------ | --- |
| 2001 | Lagaan                  | Ashutosh Gowariker | Ganador, National Film Award for Best Popular Film Providing Wholesome Entertainment Ganador, Filmfare Best Movie Award |
| 2007 | Taare Zameen Par        | Aamir Khan         | Ganador, Filmfare Best Movie Award                                                                                      |
| 2008 | Jaane Tu... Ya Jaane Na | Abbas Tyrewala     | Nominado, Filmfare Best Movie Award                                                                                     |
| 2010 | Delhi Belly             | Abhinay Deo        | |
| 2010 | Dhobi Ghaat             | Kiran Rao          | |
| 2010 | Peepli Live             | Anusha Rizvi       | Estrenará el 23 de agosto                                                                                               |

### Guionista/Director
| Year | Film                   | Notes                                          |
| ---- | ---------------------- | ---------------------------------------------- |
| 1988 | Qayamat Se Qayamat Tak | Guionista                                      |
| 1993 | Hum Hain Rahi Pyar Ke  | Guionista                                      |
| 2007 | Taare Zameen Par       | Director Ganador, Filmfare Best Director Award |